# Saint-Julien-Molin-Molette
Saint-Julien-Molin-Molette é uma comuna francesa na região administrativa de Auvérnia-Ródano-Alpes, no departamento de Loire. Estende-se por uma área de 9,45 km². Em 2010 a comuna tinha 1 157 habitantes (densidade: 122,4 hab./km²).